# Hypocacculus elongatulus
Hypocacculus elongatulus är en skalbaggsart som först beskrevs av Wilhelm Gottlob Rosenhauer 1856.  Hypocacculus elongatulus ingår i släktet Hypocacculus och familjen stumpbaggar.

## Underarter
Arten delas in i följande underarter:
- H. e. portusmagni
- H. e. elongatulus